# Grand Prix Belgii 1994
Grand Prix Belgii 1994 (oryg. Grand Prix de Belgique) – 11. runda Mistrzostw Świata Formuły 1 w sezonie 1994, która odbyła się 28 sierpnia 1994, po raz 29. na torze Spa-Francorchamps.
52. Grand Prix Belgii, 41. zaliczane do Mistrzostw Świata Formuły 1.

## Wyniki

### Kwalifikacje
| P                       | Nr | Kierowca              | Konstruktor(-silnik) | Opony | Czas     | Odstęp   | Strata   |
| ----------------------- | -- | --------------------- | -------------------- | ----- | -------- | -------- | -------- |
| 1                       | 14 | Rubens Barrichello    | Jordan-Hart          | G     | 2:21.163 | -        | -        |
| 2                       | 5  | Michael Schumacher    | Benetton-Ford        | G     | 2:21.494 | 0:00.331 | 0:00.331 |
| 3                       | 0  | Damon Hill            | Williams-Renault     | G     | 2:21.681 | 0:00.187 | 0:00.518 |
| 4                       | 15 | Eddie Irvine          | Jordan-Hart          | G     | 2:22.074 | 0:00.393 | 0:00.911 |
| 5                       | 27 | Jean Alesi            | Ferrari              | G     | 2:22.202 | 0:00.128 | 0:01.039 |
| 6                       | 6  | Jos Verstappen        | Benetton-Ford        | G     | 2:22.218 | 0:00.016 | 0:01.055 |
| 7                       | 2  | David Coulthard       | Williams-Renault     | G     | 2:22.359 | 0:00.141 | 0:01.196 |
| 8                       | 7  | Mika Häkkinen         | McLaren-Peugeot      | G     | 2:22.441 | 0:00.082 | 0:01.278 |
| 9                       | 30 | Heinz-Harald Frentzen | Sauber-Mercedes      | G     | 2:22.634 | 0:00.193 | 0:01.471 |
| 10                      | 23 | Pierluigi Martini     | Minardi-Ford         | G     | 2:23.326 | 0:00.692 | 0:02.163 |
| 11                      | 28 | Gerhard Berger        | Ferrari              | G     | 2:23.895 | 0:00.569 | 0:02.732 |
| 12                      | 4  | Mark Blundell         | Tyrrell-Yamaha       | G     | 2:24.048 | 0:00.153 | 0:02.885 |
| 13                      | 8  | Martin Brundle        | McLaren-Peugeot      | G     | 2:24.117 | 0:00.069 | 0:02.954 |
| 14                      | 10 | Gianni Morbidelli     | Footwork-Ford        | G     | 2:25.114 | 0:00.997 | 0:03.951 |
| 15                      | 29 | Andrea de Cesaris     | Sauber-Mercedes      | G     | 2:25.695 | 0:00.581 | 0:04.532 |
| 16                      | 25 | Éric Bernard          | Ligier-Renault       | G     | 2:26.044 | 0:00.349 | 0:04.881 |
| 17                      | 26 | Olivier Panis         | Ligier-Renault       | G     | 2:26.079 | 0:00.035 | 0:04.916 |
| 18                      | 24 | Michele Alboreto      | Minardi-Ford         | G     | 2:26.738 | 0:00.659 | 0:05.575 |
| 19                      | 19 | Philippe Alliot       | Larrousse-Ford       | G     | 2:26.901 | 0:00.163 | 0:05.738 |
| 20                      | 12 | Johnny Herbert        | Lotus-Mugen-Honda    | G     | 2:27.155 | 0:00.254 | 0:05.992 |
| 21                      | 31 | David Brabham         | Simtek-Ford          | G     | 2:27.212 | 0:00.057 | 0:06.049 |
| 22                      | 20 | Érik Comas            | Larrousse-Ford       | G     | 2:28.156 | 0:00.944 | 0:06.993 |
| 23                      | 3  | Ukyō Katayama         | Tyrrell-Yamaha       | G     | 2:28.979 | 0:00.823 | 0:07.816 |
| 24                      | 9  | Christian Fittipaldi  | Footwork-Ford        | G     | 2:30.931 | 0:01.952 | 0:09.768 |
| 25                      | 32 | Jean-Marc Gounon      | Simtek-Ford          | G     | 2:31.755 | 0:00.824 | 0:10.592 |
| 26                      | 11 | Philippe Adams        | Lotus-Mugen-Honda    | G     | 2:33.885 | 0:02.130 | 0:12.722 |
| Nie zakwalifikowali się |    |                       |                      |       |          |          |          |
|                         | 34 | Bertrand Gachot       | Pacific-Ilmor        | G     | 2:34.582 | 0:00.697 | 0:13.419 |
|                         | 33 | Paul Belmondo         | Pacific-Ilmor        | G     | 2:35.729 | 0:01.147 | 0:14.566 |
| P                       | Nr | Kierowca              | Konstruktor(-silnik) | Opony | Czas     | Odstęp   | Strata   |

### Wyścig
| P                 | + / – | Nr | Kierowca              | Konstruktor       | Opony | Okr. | Czas / Strata | Komentarz      |
| ----------------- | ----- | -- | --------------------- | ----------------- | ----- | ---- | ------------- | -------------- |
| 1                 | 2     | 0  | Damon Hill            | Williams-Renault  | G     | 44   | 1h28:47.170   |                |
| 2                 | 6     | 7  | Mika Häkkinen         | McLaren-Peugeot   | G     | 44   | +0:51.381     |                |
| 3                 | 3     | 6  | Jos Verstappen        | Benetton-Ford     | G     | 44   | +1:10.453     |                |
| 4                 | 3     | 2  | David Coulthard       | Williams-Renault  | G     | 44   | +1:45.787     |                |
| 5                 | 7     | 4  | Mark Blundell         | Tyrrell-Yamaha    | G     | 43   | +1 okr.       |                |
| 6                 | 8     | 10 | Gianni Morbidelli     | Footwork-Ford     | G     | 43   | +1 okr.       |                |
| 7                 | 10    | 26 | Olivier Panis         | Ligier-Renault    | G     | 43   | +1 okr.       |                |
| 8                 | 2     | 23 | Pierluigi Martini     | Minardi-Ford      | G     | 43   | +1 okr.       |                |
| 9                 | 9     | 24 | Michele Alboreto      | Minardi-Ford      | G     | 43   | +1 okr.       |                |
| 10                | 6     | 25 | Éric Bernard          | Ligier-Renault    | G     | 42   | +2 okr.       |                |
| 11                | 14    | 32 | Jean-Marc Gounon      | Simtek-Ford       | G     | 42   | +2 okr.       |                |
| 12                | 8     | 12 | Johnny Herbert        | Lotus-Mugen-Honda | G     | 41   | +3 okr.       |                |
| 13                | 9     | 15 | Eddie Irvine          | Jordan-Hart       | G     | 40   | +4 okr.       | alternator     |
| Niesklasyfikowani |       |    |                       |                   |       |      |               |                |
|                   |       | 9  | Christian Fittipaldi  | Footwork-Ford     | G     | 33   |               | silnik         |
|                   |       | 31 | David Brabham         | Simtek-Ford       | G     | 29   |               | koło           |
|                   |       | 29 | Andrea de Cesaris     | Sauber-Mercedes   | G     | 27   |               | przepustnica   |
|                   |       | 8  | Martin Brundle        | McLaren-Peugeot   | G     | 24   |               | poślizg        |
|                   |       | 14 | Rubens Barrichello    | Jordan-Hart       | G     | 19   |               | poślizg        |
|                   |       | 3  | Ukyō Katayama         | Tyrrell-Yamaha    | G     | 18   |               | poślizg        |
|                   |       | 11 | Philippe Adams        | Lotus-Mugen-Honda | G     | 15   |               | poślizg        |
|                   |       | 28 | Gerhard Berger        | Ferrari           | G     | 11   |               | silnik         |
|                   |       | 19 | Philippe Alliot       | Larrousse-Ford    | G     | 11   |               | silnik         |
|                   |       | 30 | Heinz-Harald Frentzen | Sauber-Mercedes   | G     | 10   |               | półoś napędowa |
|                   |       | 20 | Érik Comas            | Larrousse-Ford    | G     | 3    |               | silnik         |
|                   |       | 27 | Jean Alesi            | Ferrari           | G     | 2    |               | silnik         |
| Zdyskwalifikowani |       |    |                       |                   |       |      |               |                |
|                   |       | 5  | Michael Schumacher    | Benetton-Ford     | G     | 44   |               | [ 1 ]          |
| P                 | + / – | Nr | Kierowca              | Konstruktor       | Opony | Okr. | Czas / Strata | Komentarz      |

### Najszybsze okrążenie
| Nr | Kierowca   | Konstruktor      | Opony | Czas     | Okr. |
| -- | ---------- | ---------------- | ----- | -------- | ---- |
| 0  | Damon Hill | Williams-Renault | G     | 1:57.117 | 41   |